# جيمس دوهرتي
جيمس دوهرتي (بالإنجليزية: James Doherty)‏ هو ممثل بريطاني، ولد في 17 ديسمبر 1966 في غلدفورد في المملكة المتحدة.

## وصلات خارجية
- جيمس دوهرتي على موقع IMDb (الإنجليزية)
- جيمس دوهرتي على موقع ميوزك برينز (الإنجليزية)
- جيمس دوهرتي على موقع قاعدة بيانات الفيلم (الإنجليزية)